# 小川蕃
小川 蕃（おがわ しげし、1891年〈明治24年〉10月14日 - 1939年〈昭和14年〉9月1日）は、日本の外科学者、外科医。医学博士。京城帝国大学医学部外科学教室外科学第二講座初代教授。朝鮮医学界に大きな貢献をした。

## 略歴
新潟県中蒲原郡津島村大字古津（現 新潟市秋葉区古津）において小川重綽の五男として出生。
1909年（明治42年）3月に新潟中学校を卒業、1913年（大正2年）7月に第二高等学校を卒業、1917年（大正6年）12月に東京帝国大学医科大学医学科を卒業。
東京帝国大学医科大学外科学教室外科学第二講座（担任：近藤次繁教授）副手に就任、1919年（大正8年）12月から神戸三菱造船所病院に勤務、1921年（大正10年）3月に朝鮮総督府医院医官に就任、6月から京城医学専門学校教授を兼任。
1924年（大正13年）9月に文部省在外研究員として外科学の研究のため、ドイツ、フランス、スイス、アメリカへの留学に出発、1926年（大正15年）1月に帰国、3月に東京帝国大学から医学博士号を取得。
1927年（昭和2年）4月に京城帝国大学医学部外科学教室助教授に就任、1928年（昭和3年）4月に京城帝国大学医学部外科学教室外科学第二講座初代教授に就任。
1939年（昭和14年）9月1日午後0時5分に京城帝国大学医学部附属医院の診察室で外来患者の診察後に心破裂による心タンポナーデのため急逝、47歳没。9月4日に大学構内で医学部葬が執り行われた。
1941年（昭和16年）9月1日に小川蕃の教え子たちが小川蕃の故郷の新潟県中蒲原郡金津村大字古津（現 新潟市秋葉区古津）の古津八幡山遺跡の近くの小川家の墓所に朝鮮の金剛山の御影石で小川蕃の墓碑を建立した。

## 研究・業績
- 甲状腺や腸閉塞などの研究で業績を上げた[8][11][12]。

- 熱心かつ懇切に医学生・医局員を教育・指導し、朝鮮半島における近代外科学の発展に貢献した[5][9][11][13][14][15][16][17][18]。

## 栄典
- 1938年（昭和13年）4月6日 - 勲三等瑞宝章[19]
- 1939年（昭和14年）9月1日 - 正四位[20]

## 家族・親戚
- 小川重綽（しげのぶ） - 父、新潟県中蒲原郡津島村初代村長、元古津村 外（ほか）九ケ村戸長。
- 小川尚一郎 - 長兄、教育者、新潟市立金津小学校初代校長。
- 解良淳二郎 - 次兄、国学研究家、農家、地主、元地蔵堂銀行取締役。
- 小川廉三郎 - 三兄、歴史教師、愛知県立一宮高等学校初代校長。
- 小川績 - 四兄、英語教師、福島県立田村高等学校第2代校長。
- 小川純一 - 長男、外科医、開業医（広島市南区皆実町）。
- 六代目伊藤文吉 - 義兄（姉の夫）の兄、豪農、大地主。
- 七代目伊藤文吉 - 義兄（姉の夫）の甥、豪農、大地主、北方文化博物館初代館長。
- 泉至剛 - 義兄（妻の兄）、大蔵官僚、元大蔵省造幣局局長。
- 泉守紀 - 義弟（妻の弟）。
- 松波仁一郎 - 泉至剛の岳父。
- 上山英三 - 松波仁一郎の娘婿。

## 著作物

### 著書
- 『簡明外科各論 上卷之一』第1版、金原商店、1930年。
- 『簡明外科各論 上卷之二』第1版、金原商店、1931年。
- 『簡明外科各論 下卷』第1版、金原商店、1931年。
  - 『簡明外科各論 上卷』第5版、金原商店、1938年。
  - 『簡明外科各論 中卷』第5版、金原商店、1938年。
  - 『簡明外科各論 下卷』第5版、金原商店、1938年。
    - 『簡明外科各論 下卷』第4版、金原商店、1936年。
- 『簡明外科総論』金原商店、1936年。
- 『臨牀醫學講座 第一二一輯 「イレウス」の診斷と治療』金原商店、1938年。

### 主な論文
- 「肝臟膿瘍」『診斷と治療』第16巻第4号、479-488頁、金朋学[共著]、診断と治療社、1929年。
- 「腸閉塞症」『診斷と治療』第16巻第8号、1004-1009頁、三浦良雄[共著]、診断と治療社、1929年。
- 「蟲樣突起炎の合併症としての右側腎盂炎」『診斷と治療』第16巻第12号、1510-1518頁、三浦良雄[共著]、診断と治療社、1929年。
- 「胃潰瘍」『診斷と治療』第17巻第8号、1073-1080頁、朴乾源[共著]、診断と治療社、1930年。
- 「高位腸閉塞の死因に就て」『診斷と治療』第18巻第2号、163-173頁、診断と治療社、1931年。
- 「「イレウス」治療時內容の處置に就て」『診斷と治療』第20巻第1号、123-127頁、診断と治療社、1933年。
- 「バセドー氏病の診斷と療法 (I)」『東西醫學大觀 後期 第四卷』771-774頁、東西医学社[編]、東西医学社、1933年。
- 「バセドー氏病の診斷と療法 (II)」『東西醫學大觀 後期 第四卷』775-782頁、東西医学社[編]、東西医学社、1933年。
- 「全身傳染症 (Allgemeininfektion) に就て」『臨牀外科』第2巻第2号、83-86頁、朝鮮外科同攻会[編]、満鮮之医界社、1935年。
- 「壯年期 或は特發性壞死（脫疽）（抄）」『日獨治療』第11年第4号、85-89頁、日独治療社、1936年。
- 「北朝鮮滿洲國隣接地帶の土疾 カシン・ベツク氏病（英語版）」『診斷と治療』第25巻第2号、240-242頁、江田栄[共著]、診断と治療社、1938年。
- 「因腹部鈍體衝突而發生之腸管破裂」『同仁醫學』第11巻第6号、39-43頁、同仁会、1938年。
- 「特發牲脫疽患者の血管像と療法に就て」『日本臨牀外科醫會雜誌』第3巻第4号、191-197頁、江田栄[共著]、日本臨床外科医会、1939年。